# Diocese de Santa María de Los Ángeles
A Diocese de Santa María de Los Ángeles (em latim: Dioecesis S. Mariae Angelorum) é uma diocese localizada na cidade de Los Ángeles, pertencente a Arquidiocese de Concepción no Chile. Foi fundada em 20 de junho de 1959 pelo Papa João XXIII. Com uma população católica de 259.900 habitantes, sendo 66,7% da população total, possui 25 paróquias com dados de 2017.

## História
A Diocese de Santa María de Los Ángeles foi criada a partir da cisão da Diocese de Temuco em 20 de junho de 1959 pelo Papa João XXIII.

## Lista de bispos
A seguir uma lista de bispos desde a criação da diocese.
|                                             | Nome                                 | Período   | Notas                           |
| Bispo                                       | Bispo                                | Bispo     | Bispo                           |
| ------------------------------------------- | ------------------------------------ | --------- | ------------------------------- |
| 8º                                          | Cristián Castro Toovey               | 2024-     | Atual                           |
| 7º                                          | Pedro Felipe Bacarreza Rodríguez     | 2006-2024 |                                 |
| 6º                                          | Miguel Caviedes Medina               | 1994-2006 |                                 |
| 5º                                          | Adolfo Rodríguez Vidal               | 1988-1994 |                                 |
| 4º                                          | Orozimbo Fuenzalida y Fuenzalida     | 1970-1987 | Nomeado bispo de San Bernardo   |
| 3º                                          | Alejandro Durán Moreira              | 1966-1970 | Nomeado bispo de Rancagua       |
| 2º                                          | Luis Yáñez Ruiz Tagle                | 1964-1965 |                                 |
| 1º                                          | Manuel Sánchez Beguiristáin          | 1959-1963 | Nomeado arcebispo de Concepción |
| Padres dessa diocese que se tornaram bispos |                                      |           |                                 |
| 1º                                          | Francisco Javier Stegmeier Schmidlin | 2009      | Nomeado bispo de Villarrica     |